# Bendinat
Bendinat (o Castillo de Bendinat; en catalán y oficialmente Castell de Bendinat) es una localidad perteneciente al término municipal de Calviá (Mallorca, Islas Baleares, España). El marqués de la Romana construyó, en el siglo XIX, un castillo de estilo neogótico en la sierra de la zona, conocido como castillo de Bendinat, imitando a otros castillos centroeuropeos.
Se encuentra localizada a escasos minutos del casco urbano de Palma de Mallorca, entre la sierra de Na Burguesa y el mar, junto a Portals Nous, Cas Català y Costa d'en Blanes. Es una zona que posee un bosque de pinus halepensis, pinus pinea, pistacia y ceratonia siliqua, más conocido coloquialmente como algarrobo. Entre su flora se encuentran también ejemplares de espermatofitas de la variedad Euphorbia segetalis.
En la costa, se sitúa entre la marina de Puerto Portals y el Puerto de Calanova, con su prestigioso Club de Vela. Es una zona de calas y balnearios con agua de color turquesa, donde se concentran algunos de los mejores hoteles de Mallorca.
Reconocido como uno de los más tradicionales de la isla, el Real Golf de Bendinat, diseñado por Martin Hawtree en 1986, está situado en un extenso valle arbolado en el corazón de la Urbanización de Bendinat. Tiene un recorrido de 18 hoyos (Par 70), con vistas a la bahía de Palma, y al Castillo de Bendinat, edificio emblemático distintivo de la localidad.

## Toponimia

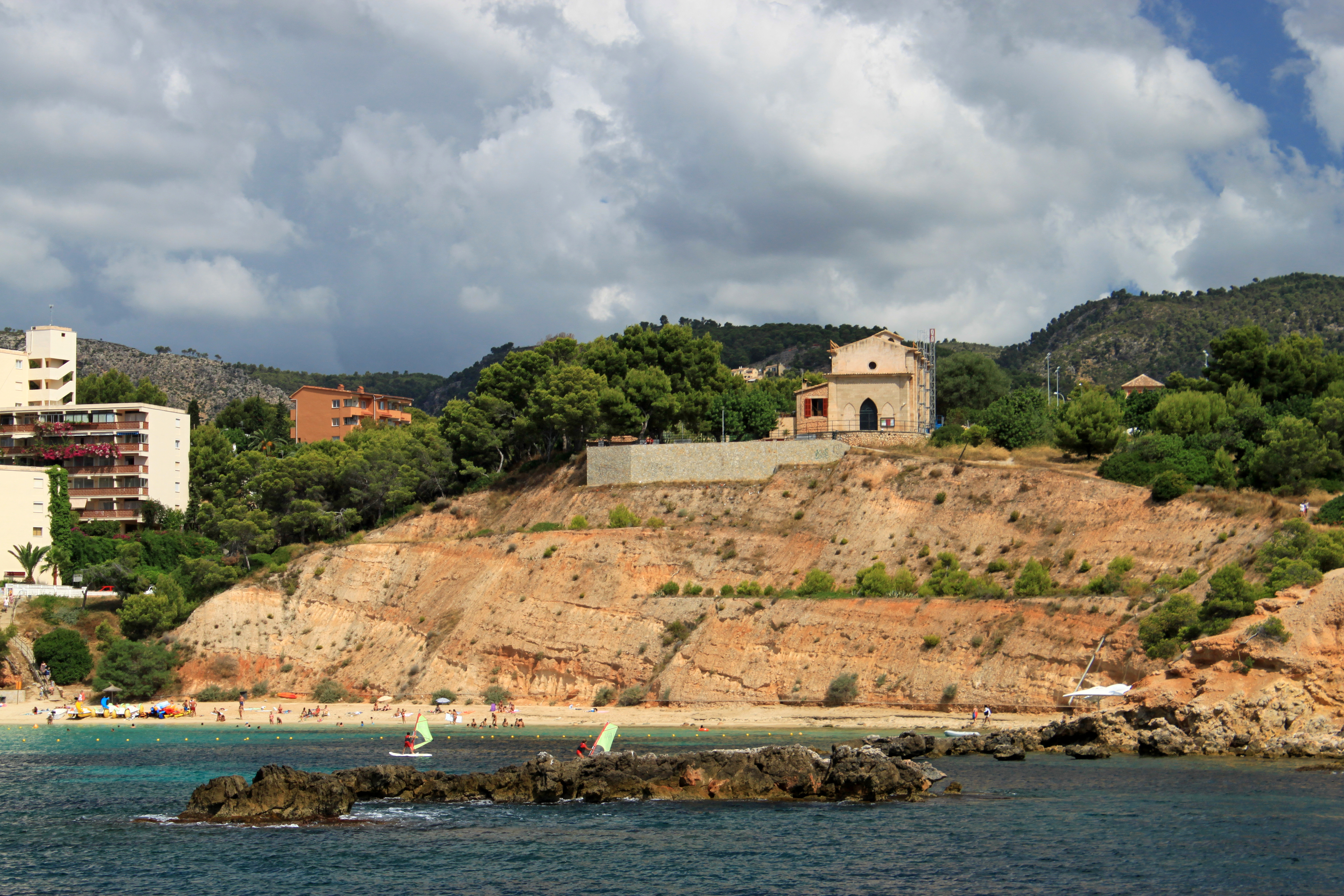
Zona costera de Bendinat.

Respecto al topónimo "Bendinat" existen dos teorías con fundamento. La primera es que procede de un nombre árabe que sería como Ibn-Dinat, que significa "hijo de Dinat", y que derivó a Bendinat. La segunda supone la adaptación del topónimo árabe Bendinex, una antigua alquería islámica documentada en el siglo XIII con dicho nombre y que podría traducirse como "hijo del imberbe"; la partícula "ben", como "bini" nos indicaría una alquería de tipo familiar, como otras encontradas en la isla: Biniaraix, Binisalem o la finca pública de Binifaldó. Por otro lado, hay una tradición familiar y popular que dice que el topónimo se debe a que cuando el Rey Jaime I acampó con sus tropas en esta sierra antes de alcanzar la capital de la isla para asediarla, cenó unas sopas con ajo y al terminar, dijo, en catalán be hem dinat, que significa bien hemos comido.